# Націонал-комунізм
Націонал-комунізм — національно орієнтований напрям у комуністичному русі, що виник 1917—1920 в Україні. Його прибічники вважали, що створення комуністичної економіки приведе до знищення як соціального, так і національного гноблення. Водночас вони вважали, що комунізм потрібно не уніфікувати за російським зразком, а пристосовувати до специфічних національних умов.
У сучасному вигляді націонал-комунізм означає ідеологію, спрямовану на збільшення впливу країни для її народу методом побудови соціалізму й далі — комунізму, які націонал-комуністи вважають ідеальною економіко-соціальною політикою.
Найбільш вираженою і оформленою є ідеологічна складова націонал-комунізму. Концептуально її можна окреслити таким чином:
- мета політичної діяльності — досягнення соціалістичного ладу;
- стратегія політичної діяльності — усунення соціального і національного гніту;
- тактичні дії — формування власної партійної системи;
- практична реалізація політичної мети — створення Української радянської республіки у федерації з іншими радянськими республіками світу.

У взаємодії із центральною владою націонал-комунізм сприяв становленню політичної системи України. Адже, незважаючи на репресії, центр змушений був робити різноманітні поступки, які не дозволяли забути, що Україна — не регіонально-територіальна, а оригінальна політична структура.

## Комуністичний маніфест (1848)
Протягом 1840-х слово «комуніст» ввійшло у загальний вжиток для позначення тих, хто був прихильний до лівого крила Якобінського клубу Французької революції як ідеологічних попередників. У 1847 році у Лондоні була заснована Комуністична ліга. Ліга попросила Карла Маркса та Фрідріха Енгельса розробити Комуністичний маніфест, який був затверджений лігою та опублікований у 1848. «Комуністичний маніфест» включав цілий ряд поглядів щодо ролі нації у реалізації маніфесту. Преамбула зазначає, що Маніфест постав у Лондоні від Європейців різних націй, які (нації) йдуть разом, щоб опублікувати їхні спільні погляди, цілі і тенденції. Потім перший розділ обговорює те як підйом буржуазії привело до глобалізації постанню національних питань:
«Замість старих потреб, задоволюваних виробництвом країни, ми знаходимо нові потреби, які вимагають для їхнього задоволення продукцію віддлених земель та країн. Замість старого місцевого чи національного обособлення та самодостатності ми маємо контакти у всіх напрямках, всесвітню взаємозалежність націй.»: «Так як встановилася залежність села від міста, так само встановилася залежність варварських та напів-варварських країн від цивілізованих, селянських націй від буржуазних націй, сходу від заходу…. Хоча і не по суті, а поки по формі, боротьба пролетаріату з буржуазією є в першу чергу національною боротьбою. Пролетаріат кожної країни повинен, звичайно, в першу чергу поладнати питання з власною буржуазією.»
Максим Родінсон писав у книзі «Марксизм та мусульманський світ»:
«Класичний марксизм, наскільки він вірний самому Марксу, постулює, що соціалістична держава не може бути імперіалістом. Але не наведено жодних доказів на підтвердження цієї тези.»
За Романом Роздольським: «Коли Маніфест вказує, що робітники „не мають країни“, то це стосується буржуазної національної держави, а не національності в етнічному значенні. Робітники „не мають країни“ тому, що, за Марксом та Енгельсом, вони повинні сприймати буржуазну національну державу як механізм для їхнього гноблення, та після того, як вони здобудуть владу, вони, скоріш за все, „не будуть мати країни“ у політичному значенні так як окремі соціалістичні національні держави будуть тільки перехідними щаблями на шляху до класів та бездержавного суспільства майбутнього, оскільки побудова таких суспільств можлива тільки на міжнародному рівні! Таким чином не має підтвердження індиферентистське трактування Маніфесту (що різниця в національності не має значення), яке було традиційним у ортодоксальних марксистських колах.»

## Російський націонал-комунізм
Мілован Джілас популяризував твердження у своїй книзі «Новий клас» (1957): «Жодна форма комунізму не існує в жодний інший спосіб як у вигляді національного комунізму. Для того щоб утримувати себе він повинен стати національним.» Кількома роками раніше пізніший екс-комуніст Манабендра Рой зазначав: «Комунізм в Азії є власне націоналізмом пофарбованим у червоний колір.» Голландський соціал-демократ Антон Панакьок та російські монархісти Микола Устрялов і Василь Шульгін вказували в 1920 р., що росіяни перші «націоналізували» комунізм. Вони таким чином привернули увагу до того, наскільки більшовики відрізнялися від всіх інших європейських соціал-демократичних партій з точки зору структури й ідеології, та до факту, що Більшовицька партія Володимира Леніна (сформована з лівого крила Російської соціал — демократичної робочої партії) може вважатися першою «Національною комуністичною» партією. У березні 1918 року Ленін перейменував її в Російську комуністичну партію. Національний комунізм також означає не-російські комуністичні течії, які постали у колишній царській імперії після Жовтневої революції 1917 р. та також численні комуністичні режими, які виникли після 1945 року в інших частинах світу.
Після того як більшовицька фракція Російської соціал — демократичної робочої партії змінила свою назву на Російську комуністичну партію, ліві соціалісти в Україні й мусульманських областях колишньої царської імперії почали розвивати різні варіації націонал — комунізму, що протримався в СРСР до 1928 року.
Сталін вважається типовим націонал-комуністом, що робив усе для російського народу і який бажав поглинання інших народів російським — на противагу троцькістським ідеям загального національного розчинення. Це звичайно пояснюється такими фактами, як заміна писемності казахів на кирилицю для полегшення їхньої інтеграції в більшу сім'ю радянських народів, придушення українізації, зміна українського правопису, голодомор в Україні, зміна прізвищ на російське написання, нав'язування усім народам СРСР російське старшобратство, возводячи в ранг попередників комунізму царя Петра Першого, Суворова і всіх носіїв російської імперіалістичної експансії, так суворо засудженої Марксом і Енгельсом.
1922 р. Сталін, який тоді був народним комісаром у справах національностей уряду РРФСР, запропонував перетворити Україну, Білорусь, Вірменію, Грузію та Азербайджан на автономні республіки РРФСР. Це була далекосяжна ідея як у міжнародному, так і у внутрішньополітичному аспектах. Ішлося про реставрацію єдиної російської держави, в якій одноосібно панували комуністи. Ця комуністична держава мала б називатися Росією і складатися з власне російських етнічних територій, заселених «русскими» чи «великороссами», та тих земель, де переважали неросіяни, яким надавався статус національних меншину складі Росії.
Сталінський план було ухвалено спеціальною комісією, яка розробляла основні засади відносин між республіками, проте Ленін рішуче відкинув його, оскільки розумів, що план спрямовано вже на формальне відновлення привілейованого статусу росіян — це мало викликати спротив і незадоволення всередині держави. Сталінська ідея була небезпечною також і тому, що зменшувала привабливість комунізму як союзника національно-визвольних рухів поза межами радянської держави. Згідно з контрпропозицією Леніна (формально ухваленою), планувалося формування нової федеративної структури, наднаціональної держави, з назви якої вилучався етнічний компонент. Росія, зауважував Ленін, мала ввійти до нової держави як складова частина, на рівних правах з Україною.
Коли Конституція СРСР стала чинною, союзний уряд отримав значно більше повноважень, ніж це передбачалося Леніним у його грудневих нотатках 1922 p., а РРФСР забезпечила собі більшість місць в обох палатах вищого законодавчого органу СРСР 12. Це сталося завдяки тому, що, по-перше, деяким розвиненим націям, зокрема татарам, не вдалося добитися статусу союзної республіки (Татарстан до сьогодні залишається частиною Російської Федерації); по-друге, пропозиція, згідно з якою представництво однієї республіки в другій палаті не мало перевищувати двох п'ятих загальної кількості місць, була відкинута. Утім, попри ці недоліки, у новій федеративній системі визнавався принцип рівноправності націй та право союзних республік на вихід із Союзу. Це, з одного боку, гарантувало національним республікам непорушність їхніх конституційних прав як складових частин радянської державної організації, з другого — сприяло підйому та зміцненню національної свідомості народів Радянського Союзу 13.
Ці зміни, разом із поширенням освіти, піднесенням видавничої справи та преси (які впродовж 1920-1930-х pp. розвивалися на базі національних мов), безумовно, сприяли розвиткові неросійських народів СРСР. Комунізм негайно почав отримувати неабиякі дивіденди. Інтернаціоналістська національна політика зробила комунізм та радянську форму правління сприйнятнішою для неросійських територій, дозволила радянській владі порозумітися з селянством та національною інтелігенцією. Для зовнішнього світу СРСР став уособленням системи, в якій соціалізм, національна рівність та автономія утворювали гармонійну єдність. Комунізм у ці роки перетворився на ідеологію, надзвичайно привабливу передусім для національних меншин Східної Європи, незадоволених своїм становищем.
Утвердження СРСР як наднаціональної політичної спільноти не означало переходу неросійських мов на статус другорядних. Радянська влада трактувала мову як засіб впливу на маси, і в цьому випадку турбувалася передусім про те, Щоб усі мови служили справі соціалізму. У такому варіанті мовний плюралізм не становив загрози соціалізмові в СРСР. На X з'їзді партії (1921) у своїй промові Сталін сформулював лінію партії в «мовному будівництві». Згадавши про записку, в якій ішлося про те, що комуністи «насаджують білоруську національність штучно», Сталін заявив, що білоруська нація існує і має власну мову, відмінну від російської. «Не можна йти проти історії» — наголосив він. Навіть більше, хоч російський елемент і надалі переважав в українських містах, останні, на його думку, обов'язково мали стати українськими, так само, наприклад, як Рига з німецького міста перетворилася на латиське. Міста зростають, пояснював Сталін, за рахунок мешканців села, яке є «охоронцем національності», отже, і міста Білорусі стануть білоруськими.
Згодом, упродовж 20-х позиція Сталіна змінилася: той напрямок, в якому розвивалися колишні пригноблені народи, ставав, на його думку, загрозливим. Особливу підозру викликав у нього «дерусифікаційний» тиск у містах України, хоч він нібито й виступав не стільки проти самої мети, на досягнення якої ці процеси спрямовувалися, скільки проти «надмірної поспішливості» в цій справі. Він був також стурбований вимогами українських комуністів призначати на вищі урядові й партійні посади в Україні саме українців та гаслами культурної орієнтації на Європу чи закликами на зразок «Геть від Москви!», які набували популярності навіть у середовищі комуністичної української інтелігенції.
Оскільки подібні процеси й тенденції ставали дедалі відчутнішими в інших радянських республіках, Сталін, мабуть, вирішив, що треба відмовитися від політики, спрямованої на широке запровадження неросійських мов у таких сферах, як культура, освіта, державне управління та громадське життя, аби не втратити контролю над національними рухами, що, зрештою, становило загрозу принципові жорсткого централізму як у партійному житті, так і в керівництві економікою. Принцип вільного розвитку мов не повинен був суперечити головним засадам, згідно з якими партія лишалася провідною та об'єднувальною політичною силою, а класовий інтерес та солідарність пролетаріату були вищими за відцентрові тенденції, які могли виникати на основі культурних відмінностей між народами СРСР. Зрозуміло, існував певний суспільний клас — селянство (особливо найзаможніша його частина, так звані куркулі), до якого націоналістична інтелігенція могла звертатися за підтримкою (і навпаки — цей клас також мав нагоду знайти в середовищі цієї міської інтелігенції своїх ідеологів та лідерів). Сталін боявся такого союзу, і його дії в 30-х роках можна було б інтерпретувати як спробу досягнути того, що 1921 р. він вважав неприйнятним (тобто він таки «пішов проти історії»). Як марксист, Сталін мав би бути задоволеним соціальними перетвореннями на селі. Його діяльність упродовж 30-х та й у наступні роки засвідчує, що він не мав наміру дозволити історії самотужки, природним шляхом розв'язати проблему націоналізму, викоренивши його соціальні передумови. Навіть більше, Сталін відродив певний націоналізм (не який-небудь, а російський) саме тоді, коли, за марксистсько-ленінським ученням, соціально-економічний ґрунт націоналізму було ліквідовано.
Деякі передумови для операції, яку Сталін здійснив у 30-ті роки, було створено ще на початку 20-х. Хоч спочатку Сталін принаймні формально мусив прийняти ленінську ідею наднаціональної держави, його політика в наступні роки засвідчує, що він чітко дотримувався власної лінії. Відмовившись від брутально-прямолінійного заштовхування союзних республік до складу РРФСР, Сталін поступово, але послідовно відібрав у них повноваження, що їх республіки мали згідно з першою Конституцією СРСР. Водночас РРФСР також значною мірою втрачала свою ідентичність, а загальносоюзні органи перебирали на себе повноваження відповідних інститутів Російської Федерації. Щоправда, після смерті Сталіна стався відхід від цієї практики і певна кількість окремих державних і громадських органів РРФСР була відновлена (деякі міністерства, Спілка письменників, Червоний Хрест).
Оскільки боротьба за владу після Леніна закінчилася на користь Сталіна, він отримав карт-бланш на розв'язання проблеми взаємин із національно орієнтованими комуністами (багато з них, до речі, підтримували його в боротьбі проти Троцького). Запровадження першого п'ятирічного плану стало черговим кроком у зосередженні влади в центрі, не кажучи вже про колективізацію. Саме колективізація і суперечки з українськими комуністами щодо завищених завдань із хлібозаготівлі, зрештою, привели до того, що вищі керівники України призначалися безпосередньо в Москві.
Жодна з цих змін у політичній сфері, управлінні та економіці не вимагала ревізії в галузі національно-мовної політики, навіть попри те, що масовий голод в Україні та Казахстані безпосередньо позначився на демографічному потенціалі неросійських народів 16. Проте 30-ті роки стали ерою не лише колективізації, індустріалізації та урбанізації, але й епохою масових арештів, депортацій і вбивств. Зрозуміло, що до списку жертв терору входили політичні, військові, промислові та культурні кадри російської національності, однак в історичній перспективі всі ці масові арешти та вбивства найруйнівніше позначилися саме на неросійських народах. В Україні й Білорусі ліквідація еліти, що сформувалася до епохи масового терору (дореволюційна інтелігенція, комуністи «досталінського призову» та, зрештою, і самі сталінські кадри), призвела до заміни неросійських кадрів російським чи русифікованим елементом. Зокрема, із 102 членів і кандидатів у члени ЦК КП(б)У лише троє вижили після чистки 1937 р. Повністю змінився склад українського уряду й секретарів обласних комітетів партії, кількість жертв чистки серед функціонерів нижчих ланок не піддається підрахункам 17. Терор у республіках Середньої Азії був не менш жорстоким. З 1930 по 1938 рік одна за одною відбулися сім чисток, з якими пішла у небуття майже вся місцева партійна еліта. Масштаб репресій стає очевиднішим, якщо звернутися до цифр: (1) у Таджикистані поспіль було ліквідовано двох голів уряду та двох голів республіканського Центрального виконавчого комітету; (2) у Киргизії — голову уряду; (3) в Узбекистані було знищено голову уряду Файзуллу Ходжаєва, який перебував на цій посаді з 1924 до 1937 p., і впродовж одного року було репресовано трьох його наступників.
Не менш жорстоким був і терор проти наукових кадрів, журналістів, письменників і вчителів. Унаслідок цього національна інтелігенція, як дореволюційна, так і нова, радянська, була фізично усунута зі сцени, а міста, які, за Сталіним, повинні були перетворитися на білоруські чи українські, набули того самого російського «обличчя», що й до революції. У Середній Азії також здійснювалась політика опертя саме на російські кадри. Після чистки кардинально змінився не лише кадровий склад, а й сам світогляд, культурна й етнічна самосвідомість провідної верстви.
Не можна сказати, що сталінізм зовсім усунув неросійські мови із суспільного життя, проте сфера їхнього вжитку обмежувалася сільським населенням. Російські школи переважали у великих українських та білоруських містах, у маленьких містечках та селах мовою викладання залишалися білоруська та українська. Це лише підкреслювало їхню соціальну й історичну меншовартість стосовно російської мови, яка, завдяки знищенню неросійських еліт, мала всі переваги та престиж одноосібної мови високої культури, науки, промисловості та міської цивілізації в неросійських республіках.
Щоправда, це узагальнення не стосується Грузії та Вірменії, де місцеві культури утримали свої позиції в містах.
Водночас відбувався процес «реабілітації» традиційних російських історичних, військових та політичних цінностей. Знайшлися царі, які трактувалися як прогресивні історичні постаті, а різні народи Росії, яких раніше представляли жертвами колоніальних завоювань, перетворилися на об'єкти братерської допомоги, яких росіяни врятували від їхніх власних та від західних поневолювачів 19. У самій Росії цей ідеологічний поворот супроводжувався чисткою марксистських ідеологічних та наукових кадрів, зокрема істориків, які були офіційними авторитетами у 1920—1930 pp.
Неросійські мови були реформовані «зсередини», коли за вказівками партії слова російського та іноземного походження вмонтовувалися саме в російських формах у мови радянських народів 20. Це трапилося не лише зі слов'янськими мовами. У башкирській та якутській, наприклад, науково-технічна й політична термінологія базувалася на російських словах.
Спеціальні списки «заборонених слів» розсилалися до редакцій та видавництв. Цей newspeak було винайдено для того, щоб послабити можливості розвитку національних мов і посилити їхню асиміляцію в російську. Скидається на те, що Сталін вважав мовну єдність одним із головних факторів виживання імперії. Класова солідарність та економічні фактори здавалися не такими важливими для інтеграції народів СРСР, як спільна мова чи спільна історична пам'ять (які, зрештою, можна було і сфабрикувати).
Більшість сучасних націонал-комуністів у Росії дотримується саме такої точки зору. Найбільшими «націонал-комуністами», в розумінні апології власного націоналізму, є російські сталіністи.

## В інших націях
Під час революції та в перші пореволюційні роки націонал-комунізм мав найбільший вплив в Україні, Татарстані та Грузії. Однак до кінця 1923 в останніх двох республіках він був розгромлений. В Україні був поширеним й наприкінці 1920-х рр.

## Український націонал-комунізм
Воєнно-комуністичний курс більшовиків в Україні, ігнорування ними національних запитів українського народу викликали обурення серед широких народних мас. У складі КП(б)У завжди були елементи, які прагнули надати радянській владі в Україні національний характер, перетворити Україну в незалежну радянську республіку.
До українських націонал-комуністів історики традиційно зараховують вихідців з національних українських партій комуністичного ґатунку (Українська комуністична партія (боротьбистів) та Українська комуністична партія; УКП) і тих представників більшовицької партії, що, зберігаючи вірність ленінізму, відстоювали українську національну специфіку. У роки української революції 1917—1921 для українських націонал-комуністів характерним було висунення вимоги створення незалежної української радянської республіки з окремою червоною армією і під керівництвом організаційно самостійної комуністичної партії. Ці ідеї були розповсюджені не лише серед укапістів та боротьбистів, а й у частини більшовиків, найбільш відомі з яких — Г. Лапчинський, М. Скрипник, С. Мазлах, В. Шахрай. Останнім двом належить видана на поч. 1919 в Саратові праця «До хвилі: Що діється на Україні та з Україною», що теоретично оформила вищеназвану доктрину українського націонал-комунізму.
Національна політика більшовиків в Україні піддавалася критиці в книзі членів КП(б)У С. Мазлаха і В. Шахрая «До хвилі: Що діється в Україні й з Україною». Вона побачила світ на початку 1919 року в Саратові, де перебували автори після відступу з України навесні 1918 року. Свої погляди вони звели до формули: 1) якщо Україна незалежна — тоді повинен бути власний уряд і своя партія 2) або Україна — це Південна Росія. У червні 1919 року С. Мазлах і В. Шахрай були виключені з партії більшовиків. А їхня книга стала доктриною націонал-соціалізму для тих, хто намагався об'єднати соціалізм із національно-державним відродженням України.

### 1919 рік
1919 рік став новим етапом у політичній еволюції лівих партій. Боротьбисти — ліве крило УПСР після антигетьманского повстання виступили проти Директорії УНР. Вони намагалися створити українську Червону Армію, щоб поставити більшовицькі війська з Росії перед фактом існування самостійної української радянської влади. Це їм не вдалося. Більшовики досить швидко захопили Україну, і боротьбисти перейшли в легальну опозицію до створеного ними режиму.
У бік націонал-комунізму еволюціонував і ліва течія УСДРП (незалежні). Вони також не відступили з військами Директорії, а залишилися на радянській території, опинившись у легальній опозиції до більшовиків. У серпні 1919 року ця група об'єдналася з УПСР в одну політичну партію — Українську Комуністичну партію (боротьбистів). 28 серпня 1919 року ця партія спробувала на правах окремої секції ввійти до складу Інтернаціоналу. Але її заявка не була прийнята. РКП(б), що фактично керувала Комінтерном, не хотіла визнавати українську комуністичну організацію, що стала б реальним конкурентом КП(б)У в Україні. Таким чином, всі спроби націонал — комуністів наблизити політичний курс більшовицького керівництва УРСР до національних потреб українського народу виявилися марними.

### Після поразки УНР
Популярність таких ідей в українському суспільстві та наявність реального впливу українських націонал-комуністів на українське селянство зумовили обережне ставлення центрального більшовицького керівництва до цього руху, відсутність на той час відверто репресивних дій щодо його представників. Водночас 1920 керівництво РКП(б), вбачаючи реальну небезпеку для своєї влади в організаційному оформленні українського націонал-комунізму, спонукало саморозпуститися боротьбистів, ввівши до складу ЦК КП(б)У двох лідерів останньої — В. Блакитного і О. Шумського — та пообіцявши більш уважно ставитися до національного питання. Така нейтралізація боротьбистів була оцінена В. Леніним як «перемога, варта кількох добрих битв». 1925, після невдалого звернення до Інтернаціоналу Комуністичного, саморозпустилася й УКП, останній голова якої Андрій Річицький пізніше теж увійшов до ЦК КП(б)У.
Ліквідація національної української комуністичної партій не привела до знищення самої ідеї. Націонал-комунізм існував і в лавах КП(б)У, тим більше, що до компартії вступила чимала кількість колишніх боротьбистів та укапістів, а частина їх займала високі посади в радянському уряді. Посиленню ідей націонал-комунізму і водночас забезпеченню підтримки компартії широкими масами сприяла проголошена 1923 політика «коренізації». Важливе місце в ідеології націонал-комунізму займало неприйняття російського націонал-більшовизму. Націонал-комуністи чимало уваги приділяли боротьбі за пріоритетність розвитку української культури, чому заважало як нехтування частиною керівництва національним питанням, так і надання переваги російській культурі як «пролетарській», а відтак передовій («боротьби двох культур» теорія Д. Лебедя).
Незважаючи на ідейний вплив, українські націонал-комуністи в КП(б)У, на відміну від всіляких опозицій, ніколи не мали організаційного оформлення. Це зумовлювалося як постійними намаганнями розколоти прихильників цієї ідеології та превентивними звинуваченнями московським центром окремих націонал-комуністів у «націонал-ухильництві», так і небажанням їх самих «піднімати сварку з національного питання» (О. Шумський). Таке ставлення до проблеми мало вагомі підстави: у період боротьби з опозиціями всередині ВКП(б) сталінське керівництво ставилося більш лояльно, хоча б на словах, до національно-культурних вимог українців.
За часи керівництва М. Скрипником наркоматом освіти УСРР, під орудою якого з 1930 було здійснення українізації політики не лише в культурно-освітніх, а й у державно-громадських установах, дедалі більша частина громадян УСРР усвідомлювала свою національну окремішність, що об'єктивно не могло сприяти виконанню програмного пункту ВКП(б) про «злиття націй». Українці мали автономну систему освіти, що навіть організаційно не була тотожною російській, вимагали більш чіткого дотримання бюджетних прав, задекларованих у Конституції СРСР 1924, виступали проти масового перекачування коштів з України в інші регіони СРСР, ставили та намагалися вирішувати питання щодо українізації армії тощо.
Більшовицький центр до певного часу терпимо ставився до подібних настроїв, адже водночас українські націонал-комуністи сприяли планомірному винищенню сталінським керівництвом «як буржуазної» української некомуністичної інтелігенції («Спілки визволення України» справа 1929—1930, «Українського національного центру» справа 1930—1931), ретельно й свідомо виконували сталінські настанови в політиці щодо села. Такі дії, особливо колективізація та хлібозаготівлі 1931—32, підірвали авторитет націонал-комуністів серед селян, істотно зменшили їхню соціальну базу та викликали суперечності серед самих українських комуністів. Цим скористався Й. Сталін, звинувативши у 1933 М. Скрипника та його прихильників у «націонал-ухильництві» та оголосивши їх винуватцями «кризи сільського господарства».

### Націонал-ухильництво
О. Шумський, працюючи наркомом (міністром) освіти, виступив за розширення українізації, неформальне її проведення. Своє розуміння українізації він виклав у квітні 1925 р. на пленумі ЦК КП(б)У, акцентуючи на двох завданнях у національному питанні: «вирощування і зміцнення кадрів з місцевих людей і наближення радянської влади у національних республіках до трудящих цих республік щодо мови і культури… тобто українізація в її широкому суспільно-культурному розумінні». Поняття «українізація» він тлумачив як вивчення української мови й культури, а не перетворення будь-кого в представника української національності.
Спочатку така позиція не викликала спротиву, але Шумський бачив, що до українізації ставляться як до повинності. Своєю поведінкою партійна та профспілкова верхівка виявляла невдоволення цим процесом. Тоді він зважився виступити за необхідність змін у складі партійного і радянського керівництва у контексті завдань, зумовлених українізацією. Але коли Шумський у розвиток ідеї про зміцнення партійних кадрів запропонував Сталіну замінити генерального секретаря ЦК КП(б)У Л. Кагановича на українця (пропонувалися В. Чубар, Г. Петровський, М. Скрипник) та висловив пропозиції щодо розвитку українізації, ситуація суттєво змінилася.
Сталін погодився з деякими міркуваннями Шумського, зазначивши, що чимало комуністів не зрозуміли суті й значення українізації. Тому необхідно добитися перелому в свідомості партійно-радянських працівників, пройнятих духом іронії та скептицизму в питанні про українську культуру та українське суспільство, добирати людей, здатних очолити новий рух в Україні. Однак Сталін вважав, що Шумський плутає українізацію партійного апарату з українізацією пролетаріату. Апарат можна і треба українізувати, а пролетаріат українізувати зверху не потрібно. Це тривалий, стихійний процес. За словами Сталіна, Шумський не бачить тіньових сторін українізації, яка може призвести до боротьби за «відчуження української культури та української громадськості від культури і громадськості загально радянської, до боротьби проти „Москви“, проти росіян взагалі, проти російської культури та її найвищого досягнення — ленінізму». Усе це свідчить, що Сталін вважав можливою українізацію до певних меж, під контролем партії і не всупереч ленінізму. Він не підтримав пропозицій Шумського щодо змін у партійно-радянському керівництві республіки.
Після ознайомлення з листом Сталіна, Політбюро ЦК КП(б)У розглянуло попередні підсумки українізації та заяву Шумського, який знову виступив проти перебування Кагановича на посту генсека КП(б)У і заперечив звинувачення Сталіна в насильницькій українізації. Керівництво КП(б)У в листі-відповіді Сталіну повідомило про успіхи українізації, піддало критиці виступ Шумського, відзначило особливі заслуги Кагановича у «згуртованості й політичній твердості української організації».
Шумський опинився на вістрі критики. Від нього вимагали відмовитися від пропозиції про зняття Кагановича, що він і був змушений зробити. У лютому 1927 р. Шумський подав заяву про звільнення з посади наркома освіти, яку згодом задовольнили, але цькування його тривало й надалі.
З такою оцінкою діяльності О. Шумського не погодилася більшість ЦК Компартії Західної України (КПЗУ). У своїй заяві до Виконкому Комінтерну від 19 березня 1928 р. керівне ядро КПЗУ — О. Васильків, О. Туринський, К. Максимович — писали, що керівництво КП(б)У «замість того, щоб ясно поставити національне питання, —-приписують Шумському погляди, яких він ніколи не дотримувався…, таврує погляди Шумського, як націоналістичний ухил, а до всіх, хто обстоює правильність цих виступів, застосовує не методи переконання, а методи, які можна застосовувати тільки до ворогів пролетаріату, СРСР…». За це Васильків, Туринський та їх прихильники були виключені з партії і з Комінтерну; їх обвинуватили «в розколі на користь фашистської диктатури Пілсудського». Л. Каганович заявив, що не знає, на чиєму боці в разі війни проти Радянського Союзу буде Комуністична партія Західної України. Це спричинило розкол КПЗУ і трагічну долю її керівників.
Від Шумського знову вимагали каяття і «відмежування» від позиції керівництва КПЗУ. Його таврувала і критикувала партійна преса. Спроба захистити свої погляди щодо національного питання закінчилася для нього політичними, а згодом і карними репресіями з боку більшовицької партії, яка не терпіла інакомислення. «Крамольна» суть позиції Шумського полягала в тому, що він пропонував дозволити ЦК КП(б)У самому обирати зі свого середовища керівника, бажано етнічного українця. І справа була навіть не в особі Кагановича, а в самому принципі призначення керівника України з Москви.
Окрім О. Шумського, до «націонал-ухильників» офіційна пропаганда зарахувала також письменника Миколу Хвильового (1893—1933) (псевдонім М.  Г.  Фітільова, вихідця з містечка Тростянець на Сумщині). На нього обрушили шквал критики за висунуте гасло «Геть від Москви!», яке він аргументував тим, що «Москва — центр всесоюзного міщанства», а Україні необхідно більше орієнтуватися на Захід, безпосередньо, а не опосередковано збагачуватися західною культурою. Щодо цього, Сталін з обуренням писав: "… У той час коли західноєвропейські пролетарі з захопленням дивляться на прапор, який майорить в Москві, український комуніст Хвильовий не має сказати на користь «Москви» нічого іншого, окрім як закликати українських діячів тікати від «Москви» «якомога скоріше».
Роз'яснюючи свою позицію і відповідаючи критикам, Хвильовий стверджував: «Всі ці фрази, що українська культура мусить розвиватися на базі російської (як це культура на базі культури, коли культура завжди бере базою свою економіку?), що „язык русский — язык Ленина“ (а хіба „язык мордвы“ чи то киргизів — не може бути „языком Ленина?“), що на Україні російська культура є культурою пролетаріату (а чому в низових професійних рядах свідомого українського пролетаріату, як говорить статистика, вдвічі більше, ніж росіян з євреями в місті?)… всі ці фрази є все-таки фрази — не більше, і їм місце в архівах керенщини».
М. Хвильовий виступив на захист теорії боротьби двох культур в Україні (російської та української). У цій боротьбі, зазначив він, треба «негайно встати на сторожі активного молодого українського суспільства», маючи на увазі як безпосередньо конкуренцію на книжковому ринку, так і загальний смисл обох літератур. Слабкість українських позицій на книжковому ринку Хвильовий вбачав у рабській природі української інтелігенції, яка «північну культуру завжди обожнювала і тим не давала можливості Україні виявити свій національний геній».
Точку зору Хвильового щодо орієнтації на Європу підтримував й О. Шумський, не поділяючи лише форми, в якій її висловив письменник.
Більшовики вбачали у виступах Хвильового небезпеку порушення єдності пролетаріату, не сприйняття соціалізму, схиляння до троцькістської опозиції. Його змусили каятися, що не захистило письменника від таврування і критики. У 1933 р. він покінчив життя самогубством, протестуючи проти репресій щодо українських літераторів.
У горнилі жорстокої критики опинився ще один представник «націонал-ухильництва» в Україні — Михайло Волобуєв.
На початку 1928 p. Михайло Волобуєв опублікував у журналі «Більшовик України» дискусійну статтю «До проблем української економіки», у якій на основі аналізу основних фаз розвитку колоніальної політики царизму в Україні спростував поширену тезу про єдність російської та української економік. Цим він заперечував ставлення до українського народного господарства як до південного економічного району СРСР, ігнорування необхідності самостійного розвитку економіки України як частини світового економічного господарства. У вступі до статті Волобуєв застеріг, що використовуватиме термін «Україна», оскільки він точніший, ніж УСРР. Автор стверджував, що СРСР продовжує колонізаторську політику царизму щодо України, обґрунтував свої пропозиції про надання українським економічним центрам права й можливості здійснювати управління народним господарством, необхідність перегляду бюджетного законодавства, зменшення відрахувань з прибутків до всесоюзного бюджету України, формування загальноукраїнської системи регулювання припливу робочої сили з метою пропорційного розподілу місць на українських заводах між Україною і Росією. Всі ці пропозиції були спрямовані на подолання «спроби розірвати єдиний український національно-господарський терен», з економічної точки зору — на обґрунтовування прозахідної орієнтації. Волобуєв також наголошував, що економічне питання є стрижнем національної проблеми: «Ліквідація „провінціального становища“ нашої мови, нашої культури взагалі буде наслідком забезпечення Україні нестримного розвитку проєкційних сил, забезпечення їй становища оформленого й закінченого національно-господарського організму, остаточного відмовлення розглядати її як просту силу районів єдиної неподільної економіки».
Втілення у життя ідей Волобуєва забезпечило б значне розширення економічної самостійності України, а разом з тим — політичної та культурної. Цього більшовицький центр допустити не міг, тому стаття Волобуєва у тому ж номері журналу була піддана критиці. Його самого двічі примушували каятися на сторінках преси, а в 1930 р.  — опублікувати статтю "Проти економічної платформи націоналізму («До критики волобуєвщини»). Волобуєв у ролі критика «волобуєвщини» — таке було можливе лише у тоталітарній державі з придушенням будь-якого інакомислення.
Після О. Шумського наркомом освіти став Микола Скрипник, який відіграв важливу роль у державному житті республіки. Згодом офіційна пропаганда і його зарахувала до лідерів «українського національного ухилу».
Микола Скрипник вважав, що Україна як держава повинна і спроможна мати власну мову, літературу, мистецтво, які є не гіршими від мов, літератури й мистецтва інших народів. Він активно підтримував, захищав діячів, які працювали на користь національного відродження України (режисера Л. Курбаса, вченого О. Богдана-Яворенка), пропонував запросити 1500 вчителів із Західної України для поліпшення викладання української мови і літератури в школі. Багато уваги він приділив підготовці та впровадженню нового українського правопису, був головою комісії Раднаркому України з цього питання, і його зусиллями новий правопис було затверджено у вересні 1928 р. Цей правопис діяв до 1933 р.
Як нарком освіти УСРР Скрипник займався і питаннями культурного життя українців за межами України, чим викликав роздратування московського центру. Його стараннями на території Російської Федерації було створено до 500 українських шкіл, 2 технічні вузи. Скрипник навіть порушив питання про приєднання до України територій, населених українцями.
Микола Скрипник піддав критиці відому сталінську тезу «про загострення класової боротьби», що не сподобалося у Москві, як і його намагання довести шкідливість «централізаторських» законопроєктів компартійної влади. Під час обговорення проєкту Закону СРСР про землекористування він виступив проти пункту, яким було передбачено, що земля є власністю не республік, а всього Союзу, вважаючи, що у такому разі суверенність республік зводиться до наявності свого уряду за відсутності території. Виступав він проти того, щоб конституції союзних республік затверджувались з'їздом Рад СРСР, назвавши це «своєрідним державним переворотом». Під час голодомору 1932—1933 pp. виступив проти застосування надзвичайних заходів, «методів адміністрування й окрику».
На початку 1933 р. розпочалося різке згортання політики українізації, натомість активізувалася боротьба з «націоналізмом». У центрі цієї політичної кампанії опинилися Микола Скрипник, наркомат освіти й уся система культури, освіти та науки. Скрипника було знято з посади, піддано цькуванню. 7 липня 1933 p. , доведений до відчаю і не бажаючи каятися прилюдно в надуманих помилках, Микола Скрипник застрелився. Однак і після цього продовжувалося таврування його імені. Наприклад, у доповіді П. Постишева на листопадовому (1933 р.) об'єднаному пленумі ЦК і ЦКК КП(б)У діяльність Скрипника кваліфікувалась як «націоналістичний ухил, що змикався з імперіалістичними інтервентами фашистської Німеччини й панської Польщі, які намагаються відірвати Україну від Радянського Союзу». Розправа зі Скрипником стала прелюдією до розгрому культурно-освітньої системи України. З Наркомпросу було звільнено понад 2000 фахівців, ще понад 300 наукових та редакторських працівників з інших установ і творчих колективів. Лише протягом 1933 р. в обласних управліннях освіти з політичних мотивів було замінено все керівництво, у районних — 90 %. У школах України було звільнено з роботи як «класово-ворожих елементів» 4 тис. учителів. Водночас розширювалася мережа російських шкіл і класів. Подібне відбувалося й у вузах, наукових установах України. Республіканська преса рясніла погромними статтями, в яких «пророблялися» Інститут філософії, Інститут історії, Український науково-дослідний інститут педагогіки, Всеукраїнське товариство «Педагог-марксист» та інші установи. Не залишився обійденим увагою й «театральний фронт»: було заборонено до постановок 200 «націоналістичних творів» і 20 «націоналістичних» перекладів світової класики.
Так закінчилися спроби поєднати ідею побудови комунізму з національними інтересами українського народу.

### Відомі українські націонал-комуністи
До числа найбільш відомих українських націонал-комуністів, належать Гринько Григорій Федорович, Полоз Михайло Миколайович, Солодуб Петро Кирилович, Винниченко Володимир Кирилович, Микола Хвильовий, Шумський Олександр Якович, Михайло Волобуєв і Скрипник Микола Олексійович, Турянський Роман Володимирович, Яловий Михайло Омелянович, Шахрай Василь Матвійович, Мазлах Сергій, Лапчинський Юрій Федорович.
Відомо багато колишніх січових стрільців, які стали націонал-комуністами, а саме: Стронський Микола, Баран Михайло Лукич, Іваненко Григорій Васильович, Дідушок Василь Федорович, Мирослав Ірчан.
У повоєнні роки ідеї українського націонал-комунізму тією чи іншою мірою відроджувалися. Зокрема, вони проявилися в діяльності української радянофільської інтелігенції (І. Дзюба і його праця «Інтернаціоналізм чи русифікація?»). До націонал-комуністів частина дослідників зараховує суверен-комуністів 2-ї пол. 1980-х — поч. 1990-х рр. на чолі з Л. Кравчуком.
До сучасних послідовників українського націонал-комунізму належить організація Націонал-Комуністичний Фронт, яка заснована в місті Бахмуті.